# 霍贾穆罕默德·托伊奇耶夫
霍贾穆罕默德·阿克穆罕默多维奇·托伊奇耶夫（1992年1月16日—），土库曼斯坦男子举重运动员，2016年亚洲锦标赛男子105公斤以上级银牌得主、2017年亚洲锦标赛男子105公斤以上级铜牌得主、2019年亚洲锦标赛男子109公斤以上级铜牌得主。